# Lista de treinadores do Fluminense Football Club

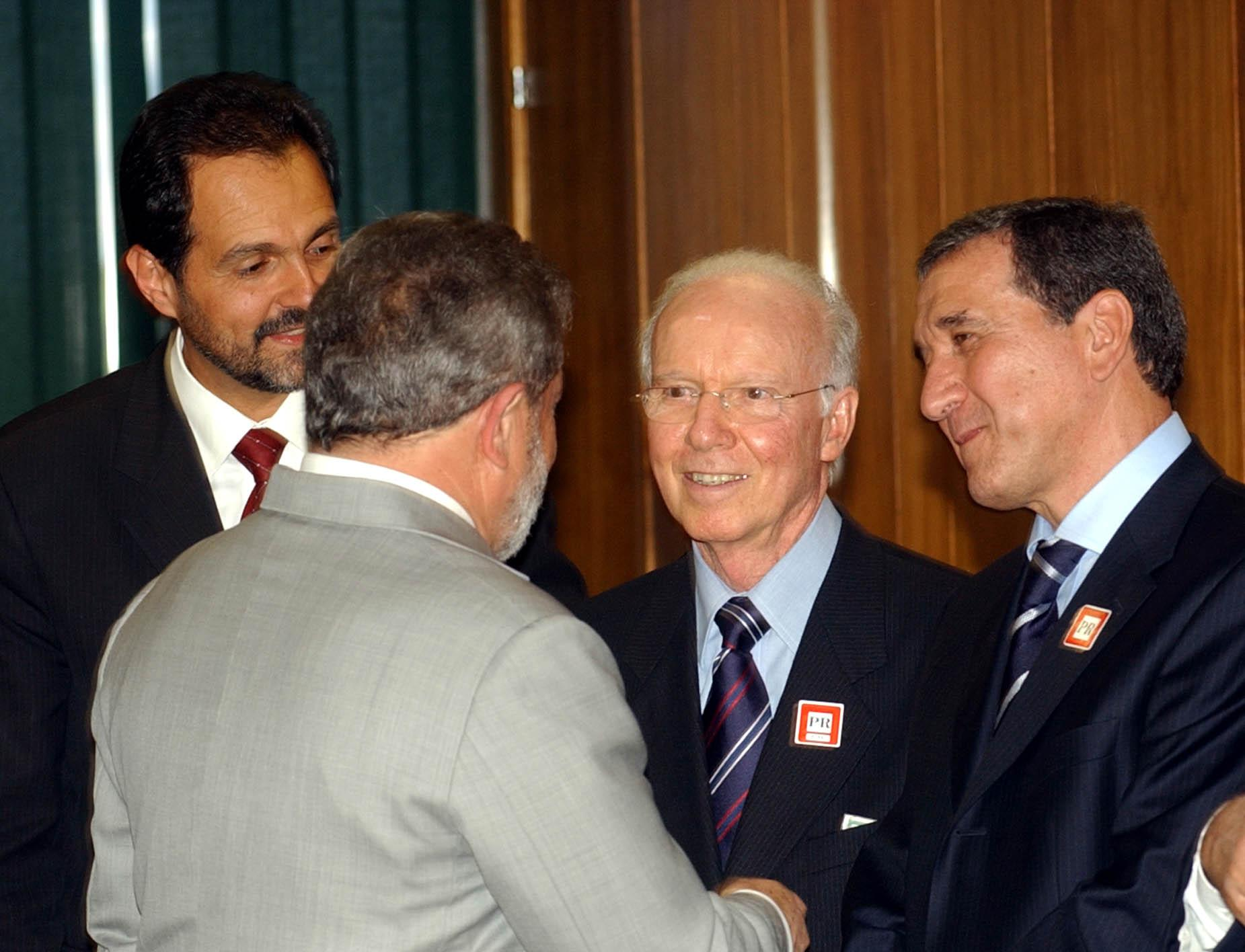
Parreira e Zagallo.

Este artigo é uma lista, provavelmente incompleta e em ordem cronológica, de treinadores do Fluminense Football Club, ressaltando os seus títulos e campanhas de destaque mais importantes.

## Ordem cronológica
Legenda:
     Treinador efetivo
     Treinador interino
 Ascensão
 Rebaixamento
| Treinador               | Período                 | Títulos, destaques e observações | Not. e ref.       |
| ----------------------- | ----------------------- | --- | ----------------- |
| Ground Committeé        | 19/10/1902 – 20/10/1910 | 1906: Campeão do Campeonato Carioca 1907: Campeão do Campeonato Carioca 1908: Campeão do Campeonato Carioca 1909: Campeão do Campeonato Carioca                          | [ a ]             |
| Charlie Williams        | 23/04/1911 – 27/10/1912 | 1911: Campeão do Campeonato Carioca | [ b ] [ 1 ]       |
| Ground Committeé        | 03/05/1913 – 08/12/1916 | 1916: Campeão do Campeonato Carioca |                   |
| Quincey Taylor          | 03/01/1917 – 08/12/1918 | 1917: Campeão do Campeonato Carioca 1918: Campeão do Campeonato Carioca                                                                                                  | [ c ] [ 2 ] [ 3 ] |
| Ramón Platero           | 08/06/1919 – 28/12/1919 | 1919: Campeão do Campeonato Carioca |                   |
| Pode Pedersen           | 28/03/1920 – 01/11/1923 | |                   |
| Charlie Williams        | 04/05/1924 – 19/09/1926 | 1924: Campeão do Campeonato Carioca | [ d ]             |
| Eugênio Medgyessy       | 03/04/1927 – 21/10/1928 | 1927: Campeão do Torneio Início do Campeonato Carioca |                   |
| Luís Vinhaes            | 07/04/1929 – 07/07/1933 | | [ 4 ]             |
| Arthur Azevedo          | 27/07/1933 – 10/12/1933 | |                   |
| Quincey Taylor          | 14/01/1934 – 03/04/1936 | |                   |
| Humberto Cabelli        | 1935 – 1936             | |                   |
| Héctor Cabelli          | 16/04/1936 – 18/10/1936 | |                   |
| Carlos Carlomagno       | 25/10/1936 – 14/08/1938 | 1936: Campeão do Campeonato Carioca 1937: Campeão do Campeonato Carioca 1938: Campeão do Campeonato Carioca                                                              |                   |
| Carlos Nascimento       | 1938                    | |                   |
| Ondino Viera            | 25/10/1938 – 14/03/1943 | 1938: Campeão do Campeonato Carioca 1940: Campeão do Campeonato Carioca 1941: Campeão do Campeonato Carioca                                                              |                   |
| Arno Frank              | 16/03/1943 – 29/08/1943 | |                   |
| Athuel Velázquez        | 12/09/1943 – 25/06/1944 | |                   |
| Humberto Cabelli        | 01/07/1944 – 15/10/1944 | |                   |
| Athuel Velázquez        | 22/10/1944 – 23/12/1944 | |                   |
| Humberto Cabelli        | 18/02/1945 – 18/03/1945 | |                   |
| Héctor Cabelli          | 25/03/1945 – 03/06/1945 | |                   |
| Humberto Cabelli        | 17/06/1945 – 02/07/1945 | |                   |
| Gentil Cardoso          | 08/07/1945 – 21/12/1947 | 1946: Campeão do Campeonato Carioca |                   |
| Ondino Viera            | 22/02/1948 – 18/07/1948 | |                   |
| Gentil Cardoso          | 01/08/1948 – 05/09/1948 | |                   |
| Ondino Viera            | 19/09/1948 – 25/07/1950 | |                   |
| Otto Vieira             | 26/07/1950 – 27/01/1951 | |                   |
| Tim                     | 1951                    | |                   |
| Zezé Moreira            | 11/03/1951 – 15/01/1954 | 1951: Campeão do Campeonato Carioca 1952: Campeão da Copa Rio Internacional                                                                                              |                   |
| Newton Anet             | 07/09/1952              | |                   |
| Gradim                  | 21/01/1954 – 25/07/1954 | |                   |
| Zezé Moreira            | 28/07/1954 – 16/02/1955 | |                   |
| Russo                   | 24/04/1955 – 07/09/1955 | |                   |
| Gradim                  | 26/03/1955 – 26/02/1956 | |                   |
| Sylvio Pirillo          | 29/02/1956 – 24/08/1958 | 1957: Campeão do Torneio Rio-São Paulo |                   |
| Jorge Vieira            | 24/08/1958 – 19/10/1958 | |                   |
| Zezé Moreira            | 26/10/1958 – 16/12/1962 | 1959: Campeão do Campeonato Carioca 1960: Campeão do Torneio Rio-São Paulo                                                                                               |                   |
| Jair Santana            | 13/03/1960              | | [ 5 ]             |
| Zezé Moreira            | 1961 – 1963             | |                   |
| Antoninho Fernandes     | 02/02/1963 – 12/05/1963 | |                   |
| Newton Anet             | 23/03/1963              | |                   |
| Fleitas Solich          | 16/05/1963 – 12/04/1964 | |                   |
| Tim                     | 19/04/1964 – 28/05/1967 | 1964: Campeão do Campeonato Carioca | [ 6 ]             |
| Alfredo González        | 04/06/1967 – 11/08/1967 | |                   |
| Telê Santana            | 20/08/1967 – 25/05/1968 | |                   |
| Evaristo de Macedo      | 30/05/1968 – 01/12/1968 | |                   |
| Telê Santana            | 05/12/1968 – 17/12/1969 | 1969: Campeão do Campeonato Carioca |                   |
| Paulo Amaral            | 25/01/1970 – 03/03/1971 | 1970: Campeão do Campeonato Brasileiro |                   |
| Pinheiro                | 1971                    | |                   |
| Zagallo                 | 06/03/1971 – 12/12/1971 | 1971: Campeão do Campeonato Carioca |                   |
| Paulo Amaral            | 16/01/1972 – 24/08/1972 | |                   |
| Pinheiro                | 27/08/1972 – 17/12/1972 | |                   |
| Mário Travaglini        | 1972                    | |                   |
| Zezé Moreira            | 1973                    | |                   |
| Duque                   | 28/01/1973 – 27/07/1974 | 1973: Campeão do Campeonato Carioca e do Torneio Internacional de Verão                                                                                                  |                   |
| Carlos Alberto Parreira | 03/08/1974 – 07/12/1974 | |                   |
| Paulo Emílio            | 26/01/1975 – 23/02/1975 | |                   |
| Didi                    | 01/03/1975 – 02/04/1975 | |                   |
| Paulo Emílio            | 05/04/1975 – 17/08/1975 | 1975: Campeão do Campeonato Carioca |                   |
| Jair Rosa Pinto         | 30/08/1975 – 27/09/1975 | |                   |
| Didi                    | 05/10/1975 – 10/03/1976 | 1976: Campeão do Torneio Viña del Mar |                   |
| Mário Travaglini        | 14/03/1976 – 30/07/1977 | 1976: Campeão do Campeonato Carioca e do Torneio de Paris |                   |
| Pinheiro                | 06/08/1977 – 17/12/1977 | 1977: Campeão do Troféu Teresa Herrera |                   |
| Paulo Emílio            | 29/01/1978 – 12/10/1978 | |                   |
| Admildo Chirol          | 15/10/1978 – 28/04/1979 | |                   |
| José Duarte             | 01/05/1979 – 21/07/1979 | |                   |
| Sebastião Araújo        | 28/07/1979 – 03/11/1979 | | [ 7 ] [ 8 ]       |
| Nelsinho Rosa           | 08/11/1979 – 21/11/1979 | |                   |
| Sebastião Rocha         | 1979 – 1980             | |                   |
| Zagallo                 | 25/11/1979 – 02/08/1980 | |                   |
| Nelsinho Rosa           | 12/08/1980 – 02/08/1981 | 1980: Campeão do Campeonato Carioca |                   |
| João Carlos             | 08/08/1981 – 30/08/1981 | | [ f ]             |
| Luiz Henrique           | 02/09/1981 – 04/10/1981 | |                   |
| Dino Sani               | 10/10/1981 – 08/05/1982 | |                   |
| Lula                    | 16/05/1982 – 25/09/1982 | |                   |
| Paulinho de Almeida     | 03/10/1982 – 11/12/1982 | |                   |
| Cláudio Garcia          | 23/01/1983 – 11/09/1983 | |                   |
| Carbone                 | 17/09/1983 – 11/04/1984 | 1983: Campeão do Campeonato Carioca |                   |
| José Carlos Amaral      | 15/04/1984              | |                   |
| Carlos Alberto Parreira | 18/04/1984 – 06/06/1984 | 1984: Campeão do Campeonato Brasileiro |                   |
| Luiz Henrique           | 28/06/1984 – 23/09/1984 | |                   |
| Carlos Alberto Torres   | 02/10/1984 – 09/02/1985 | 1984: Campeão do Campeonato Carioca e do Torneio de Seul |                   |
| Raul Carlesso           | 01/12/1984              | | [ 9 ]             |
| Raul Carlesso           | 13/02/1985 – 24/02/1985 | | [ 9 ]             |
| Roberto Pinto           | 27/02/1985 – 23/08/1985 | | [ 10 ]            |
| José Omar Pastoriza     | 16/06/1985              | | [ g ]             |
| Nelsinho Rosa           | 07/07/1985 – 30/07/1986 | 1985: Campeão do Campeonato Carioca |                   |
| Lúcio Novelli           | 01/05/1986 – 11/05/1986 | |                   |
| Vanderlei Luxemburgo    | 02/08/1986 – 28/01/1987 | | [ 11 ]            |
| Antônio Lopes           | 31/08/1986 – 08/04/1987 | |                   |
| Everaldo Antônio        | 12/04/1987 – 06/05/1987 | |                   |
| Carbone                 | 10/05/1987 – 21/11/1987 | 1987: Campeão da Copa Kirin e do Torneio de Paris |                   |
| Sebastião Araújo        | 29/11/1987 – 27/03/1988 | | [ 7 ] [ 8 ]       |
| Ismael Kurtz            | 02/04/1988 – 10/07/1988 | |                   |
| Sérgio Cosme            | 30/07/1988 – 25/02/1989 | |                   |
| Candinho                | 1988 – 1990             | |                   |
| Othon Valentim          | 05/03/1989 – 21/05/1989 | |                   |
| Procópio Cardoso        | 06/05/1989 – 14/10/1989 | 1989: Campeão do Torneio de Kiev |                   |
| Rubens Galaxe           | 18/10/1989 – 22/10/1989 | |                   |
| Telê Santana            | 29/10/1989 – 09/12/1989 | |                   |
| Evaristo de Macedo      | 28/01/1990 – 03/03/1990 | |                   |
| Paulo Emílio            | 07/03/1990 – 07/10/1990 | |                   |
| Gílson Nunes            | 10/10/1990 – 29/06/1991 | |                   |
| Edinho                  | 17/07/1991 – 19/12/1991 | |                   |
| Arthur Bernardes        | 27/01/1992 – 02/08/1992 | |                   |
| Altair                  | 1992                    | |                   |
| Sérgio Cosme            | 22/08/1992 – 13/12/1992 | |                   |
| Edinho                  | 07/02/1993 – 16/06/1993 | |                   |
| Nelsinho Rosa           | 23/06/1993 – 10/10/1993 | |                   |
| Mauro Rosa Martins      | 13/10/1993              | |                   |
| Edu Coimbra             | 17/10/1993 – 14/11/1993 | |                   |
| Carlos Alberto Torres   | 29/01/1994 – 18/02/1994 | |                   |
| Delei                   | 20/02/1994 – 02/06/1994 | |                   |
| Pinheiro                | 15/06/1994 – 27/11/1994 | |                   |
| Altair                  | 1994                    | |                   |
| Luís Antônio Zaluar     | 1994 – 1995             | |                   |
| Altair                  | 1995                    | |                   |
| Joel Santana            | 28/01/1995 – 10/12/1995 | 1995: Campeão do Campeonato Carioca |                   |
| Jair Pereira            | 28/01/1996 – 04/08/1996 | |                   |
| Jorge Vieira            | 11/08/1996 – 05/09/1996 | |                   |
| Renato Gaúcho           | 08/09/1996 – 24/11/1996 | |                   |
| Cláudio Duarte          | 18/09/1996 – 03/11/1996 | |                   |
| Altair                  | 06/11/1996              | |                   |
| Júlio César Leal        | 18/01/1997 – 26/03/1997 | |                   |
| Valdir Espinosa         | 03/04/1997 – 24/05/1997 | |                   |
| Altair                  | 07/06/1997              | |                   |
| Hugo de León            | 02/07/1997 – 09/07/1997 | |                   |
| Carbone                 | 13/07/1997 – 21/09/1997 | |                   |
| Arturzinho              | 24/09/1997 – 01/12/1997 | 1997: 25º colocado no Campeonato Brasileiro - Série A e rebaixado à Série B de 1998                                                                                      |                   |
| Edinho                  | 20/01/1998 – 06/05/1998 | |                   |
| Altair                  | 13/05/1998 – 13/06/1998 | |                   |
| Delei                   | 25/07/1998 – 29/08/1998 | |                   |
| Sérgio Cosme            | 06/09/1998 – 06/10/1998 | 1997: 19º colocado no Campeonato Brasileiro - Série B e rebaixado à Série C de 1999                                                                                      |                   |
| Duílio                  | 10/10/1998 – 19/12/1998 | 1998: Campeão da Copa Rio |                   |
| Carlos Alberto Parreira | 13/01/1999 – 13/02/2000 | 1999: Campeão do Campeonato Brasileiro - Série C |                   |
| Duílio                  | 25/07/1999              | |                   |
| Valdir Espinosa         | 17/02/2000 – 09/05/2001 | |                   |
| Duílio                  | 14/05/2000              | |                   |
| Rivelino Serpa          | 22/10/2000 – 19/11/2000 | | [ 12 ]            |
| Duílio                  | 12/05/2001              | |                   |
| Oswaldo de Oliveira     | 14/07/2001 – 17/04/2002 | |                   |
| Waldemar Lemos          | 01/02/2002 – 21/03/2002 | | [ h ]             |
| Robertinho              | 28/04/2002 – 31/08/2002 | 2002: Campeão do Campeonato Carioca |                   |
| Renato Gaúcho           | 04/09/2002 – 10/07/2003 | |                   |
| Alexandre Mendes        | 18/06/2003              | |                   |
| Gilson Gênio            | 13/07/2003 – 16/07/2003 | |                   |
| Joel Santana            | 19/07/2003 – 01/10/2003 | |                   |
| Renato Gaúcho           | 04/10/2003 – 14/12/2003 | |                   |
| Valdir Espinosa         | 17/01/2004 – 29/02/2004 | |                   |
| Ricardo Gomes           | 07/03/2004 – 15/08/2004 | |                   |
| Alexandre Gama          | 19/08/2004 – 19/12/2004 | | [ 13 ]            |
| Abel Braga              | 23/01/2005 – 04/12/2005 | 2005: Campeão do Campeonato Carioca e vice-campeão da Copa do Brasil |                   |
| Ivo Wortmann            | 13/12/2005 – 18/02/2006 | | [ 14 ] [ 15 ]     |
| Paulo Campos            | 21/02/2006 – 13/03/2006 | | [ 16 ] [ 17 ]     |
| Josué Teixeira          | 14/03/2006 – 29/03/2006 | |                   |
| Oswaldo de Oliveira     | 30/03/2006 – 07/08/2006 | | [ 18 ] [ 19 ]     |
| Josué Teixeira          | 07/08/2006 – 23/08/2006 | | [ 19 ] [ 20 ]     |
| Antônio Lopes           | 23/08/2006 – 29/09/2006 | | [ 21 ] [ 22 ]     |
| Paulo César Gusmão      | 29/09/2006 – 11/02/2007 | | [ 22 ] [ 23 ]     |
| Vinícius Eutrópio       | 14/02/2007 – 17/02/2007 | |                   |
| Joel Santana            | 28/02/2007 – 19/04/2007 | |                   |
| Vinícius Eutrópio       | 25/04/2007              | |                   |
| Renato Gaúcho           | 02/05/2007 – 10/08/2008 | 2007: Campeão da Copa do Brasil e classificado à Copa Libertadores da América, e 4º colocado no Campeonato Brasileiro 2008: Vice-campeão da Copa Libertadores da América | [ 24 ] [ 25 ]     |
| Alexandre Mendes        | 15/09/2007 – 23/09/2007 | |                   |
| Alexandre Mendes        | 21/06/2008              | |                   |
| Cuca                    | 17/08/2008 – 01/10/2008 | |                   |
| Vinícius Eutrópio       | 25/05/2008              | |                   |
| René Simões             | 11/10/2008 – 05/03/2009 | |                   |
| Gilson Gênio            | 08/03/2009              | |                   |
| Carlos Alberto Parreira | 11/03/2009 – 13/07/2009 | |                   |
| Vinícius Eutrópio       | 15/07/2009 – 18/07/2009 | |                   |
| Renato Gaúcho           | 20/07/2009 – 01/09/2009 | |                   |
| Cuca                    | 02/09/2009 – 19/04/2010 | |                   |
| Mário Marques           | 22/04/2010              | |                   |
| Muricy Ramalho          | 29/04/2010 – 13/03/2011 | 2010: Campeão do Campeonato Brasileiro e classificado à Copa Libertadores da América                                                                                     |                   |
| Ronaldo Torres          | 19/03/2011              | | [ 26 ]            |
| Enderson Moreira        | 23/03/2011 – 29/05/2011 | |                   |
| Leomir                  | 04/06/2011              | |                   |
| Abel Braga              | 12/06/2011 – 28/07/2013 | 2011: 3º colocado no Campeonato Brasileiro e classificado à Copa Libertadores da América 2012: Campeão do Campeonato Carioca e do Campeonato Brasileiro                  |                   |
| Vanderlei Luxemburgo    | 31/07/2013 – 11/11/2013 | |                   |
| Júnior Lopes            | 06/10/2013 – 09/10/2013 | | [ 27 ]            |
| Dorival Júnior          | 14/11/2013 – 08/12/2013 | |                   |
| Renato Gaúcho           | 17/01/2014 – 30/03/2014 | |                   |
| Cristóvão Borges        | 02/04/2014 – 23/03/2015 | | [ 28 ]            |
| Ricardo Drubscky        | 24/03/2015 – 20/05/2015 | | [ 29 ]            |
| Enderson Moreira        | 21/05/2015 – 16/09/2015 | | [ 30 ]            |
| Luís Fernando           | 12/07/2015              | |                   |
| Eduardo Baptista        | 17/09/2015 – 25/02/2016 | | [ 31 ]            |
| Marcão                  | 02/03/2016              | |                   |
| Levir Culpi             | 04/03/2016 – 06/11/2016 | 2016: Campeão da Primeira Liga |                   |
| Marcão                  | 07/11/2016 – 11/12/2016 | |                   |
| Abel Braga              | 12/12/2016 – 30/06/2018 | |                   |
| Marcelo Oliveira        | 01/07/2018 – 29/11/2018 | | [ 32 ]            |
| Fábio Moreno            | 30/11/2018 – 19/12/2018 | |                   |
| Fernando Diniz          | 19/12/2018 – 19/08/2019 | |                   |
| Marcão                  | 19/08/2019 – 22/08/2019 | |                   |
| Oswaldo de Oliveira     | 23/08/2019 – 26/09/2019 | |                   |
| Marcão                  | 26/09/2019 – 11/12/2019 | |                   |
| Odair Hellmann          | 11/12/2019 – 07/12/2020 | | [ 33 ]            |
| Marcão                  | 07/12/2020 – 27/02/2021 | 2020: 5º colocado no Campeonato Brasileiro e classificado à Copa Libertadores da América                                                                                 |                   |
| Roger Machado           | 27/02/2021 – 21/08/2021 | | [ 34 ] [ 35 ]     |
| Marcão                  | 21/08/2021 – 14/12/2021 | 2021: 7º colocado no Campeonato Brasileiro e classificado à Copa Libertadores da América                                                                                 |                   |
| Abel Braga              | 14/12/2021 – 28/04/2022 | 2022: Campeão do Campeonato Carioca | [ 36 ]            |
| Marcão                  | 28/04/2022 – 01/05/2022 | |                   |
| Fernando Diniz          | 01/05/2022 – 24/06/2024 | 2023: Campeão do Campeonato Carioca e da Copa Libertadores da América, além de se classificar para o torneio de 2024 2024: Campeão da Recopa Sul-Americana               | [ 37 ]            |
| Marcão                  | 25/06/2024 – 01/07/2024 | |                   |
| Mano Menezes            | 01/07/2024 – 30/03/2025 | | [ 38 ] [ 39 ]     |
| Marcão                  | 30/03/2025 – 03/04/2025 | | [ 40 ]            |
| Renato Gaúcho           | 03/04/2025 –            | | [ 41 ]            |

## Estatísticas
Última atualização feita em 20 de agosto de 2025
Legenda:
     Treinador efetivo
     Treinador interino
     Treinador atual